# Список печер із печерним живописом
Список печер з печерним живописом включає місця з наскельним живописом первісних людей, виконаної за допомогою вохри і вугілля.
У 2015 році в усьому світі налічувалося близько 300 палеолітичних печер і гротів з живописом, що зберігся: з них близько 186 у Франції (більшість на південному заході); майже стільки ж в Іспанії (в основному на узбережжі Кантабрії). В інших країнах також знаходять такі пам'ятки доісторичного мистецтва, але набагато рідше.

## Список
Більшість печер використовувалися протягом тисячоліть представниками різних археологічних культур, тому мають розписи різних стилів. Найдавнішими є лінії-«макарони» та відбитки рук, у пізніший період з'являються зображення тварин, спочатку силуетні, потім більш реалістичні.
| Ил. | Назва                        | Період розпису | Опис | Відкриття малюнків          | Місце                                          | Контінент        |
| --- | ---------------------------- | --- | --- | --------------------------- | ---------------------------------------------- | ---------------- |
|     | Альтаміра (Altamira)         | 36 тис. років (верхній палеоліт, солютрейська культура); 13-15,5 тис. років (мадленська, граветтська, рання оріньяцька)                | Перша знахідка в XIX ст. | 1868                        | Іспанія, Кантабрія, Сантіяна-дель-Мар          | Європа           |
|     | Арсі-сюр-Кюр (Arcy-sur-Cure) | 28 тис. років | Ряд печер. | не пізніше 1946; потім 1990 | Франція, Бургундія-Франш-Конте, Арсі-сюр-Кюр   | Європа           |
|     | Гаргас (Gargas)              | 27 тис. років (граветтська культура, верхній палеоліт)                                                                                 | Відбитки рук, зображення тварин.                                                                                                  | 1906                        | Франція, Верхні Піренеї, Авантіньян            | Європа           |
|     | Капова печера                | 36 тис. років, 18 тис. років Починаючи з нижнього палеоліту.                                                                           | Зображення тварин, антропоморфні фігури, геометричні фігури. Давніше (та єдине у Європі) зображення верблюда.                     | 1954 чи 1959                | Росія, Башкирія, заповідник Шульган-Таш        | Європа           |
|     | Комбарель                    | | зооморфні і антропоморфні зображення                                                                                              | 1901                        | Франція, Дордонь, Лез-Езі-де-Таяк-Сірей        | Європа           |
|     | Коске (Cosquer)              | 27 тис. років (граветтська культура]]); 21 тис. років (солютрейська культура)                                                          | Вхід до печери знаходиться нижче рівня моря. Більшість малюнків знищено водою, що піднялася. Зображення відбитків долонь, тварин. | 1985                        | Франція, поблизу Марселю                       | Європа           |
|     | Куева-де-лас-Манос           | 13000—9500 років | |                             | Аргентина, Санта-Крус, Періто-Морено           | Південна Америка |
|     | Кюссак (Cussac)              | 25 тис. років | Зображення тварин, птахів, а також можливо людей. Подряпано, не розфарбовано                                                      | 2000                        | Франція, Дордонь, Ле-Бюїссон-де-Кадуен         | Європа           |
|     | Ла Марш (La Marche)          | 15 тис. років | | 1937                        | Франція, В'єнна, Люссак-ле-Шато                | Європа           |
|     | Ла-Пасьєга (La Pasiega)      | Пізній етап солютрейської культури та ранній етап мадленської культури                                                                 | Зображення тварин, абстрактні фігури. Входить до комплексу печер Монте-Кастільо.                                                  | 1911                        | Іспанія, Кантабрія, Пуенте-В'єсго              | Європа           |
|     | Ласко (Lascaux)              | 15-18 тис. років (рання мадленська культура)                                                                                           | Зображення тварин. Для відвідування туристів відкрито репліку печери з розписами                                                  | 1940                        | Франція, Дордонь, Монтіньяк                    | Європа           |
|     | Ніо (Niaux)                  | 11-17 тис. років (мадленська культура)                                                                                                 | Зображення тварин. | 1906                        | Франція, Ар'єж                                 | Європа           |
|     | Пеш-Мерль (Pech Merle)       | 25 тис. років (граветтська культура); и 16 тис. років (мадленська культура)                                                            | Відбитки долоні, зображення тварин, людей.                                                                                        | 1922                        | Франція, Кабреретс                             | Європа           |
|     | Фон-де-Гом (Font de Gaume)   | 17 тис. років (мадленська культура) | Зображення тварин. | 1912                        | Франція, Дордонь, Лез-Езі-де-Таяк-Сірей        | Європа           |
|     | Шове (Chauvet)               | 35 тис. років. (оріньяцька культура)                                                                                                   | Зображення тварин відбитки рук. Для туристів відкрито точну копію печери.                                                         | 1994                        | Франція, Ардеш, Поблизу міста Валлон-Пон-д'Арк | Європа           |
|     | Ель-Кастильйо (El Castillo)  | Починаючи з 40 тис. років (Найстаріший знайдений печерний живопис). Аж до нижнього палеоліту, бронзового віку або навіть середньовіччя | Відбитки рук, зображення коня, бізона, зубра, оленя, мамонта та інших тварин. Входить до комплексу печер Монте-Кастільо.          | 1903                        | Іспанія, Кантабрія, Пуенте-В'єсго              | Європа           |